# 1373
- Wikisource

| Calendário gregoriano                                                        | 1373 MCCCLXXIII                                      |
| Ab urbe condita                                                              | 2126                                                 |
| Calendário arménio                                                           | 822 – 823                                            |
| Calendário bahá'í                                                            | -471 – -470                                          |
| Calendário budista                                                           | 1917                                                 |
| Calendário chinês                                                            | 4069 – 4070 Início a 25 de janeiro (aproximadamente) |
| Calendário copta                                                             | 1089 – 1090                                          |
| Calendário etíope                                                            | 1365 – 1366                                          |
| Calendários hindus - Vikram Samvat - Calendário nacional indiano - Cáli Iuga | 1428 – 1429 1294 – 1295 4473 – 4474                  |
| Calendário Holoceno                                                          | 11373                                                |
| Calendário islâmico                                                          | 774 – 776                                            |
| Calendário judaico                                                           | 5133 – 5134                                          |
| Calendário persa                                                             | 751 – 752                                            |
| Calendário rúnico                                                            | 1623                                                 |
| Calendário solar tailandês                                                   | 1916                                                 |

1373 (MCCCLXXIII, na numeração romana) foi um ano comum do século XII do Calendário Juliano, da Era de Cristo, e a sua letra dominical foi B (52 semanas), teve início a um sábado, terminou também a um sábado.
No reino de Portugal estava em vigor a Era de César que já contava 1411 anos.
| Ano completo                   |
| ------------------------------ |
| Ano comum com início ao sábado |

## Nascimentos
- fevereiro - Princesa Beatriz de Portugal, herdeira da coroa durante a Crise de 1383-1385.